# 2018年蒙特內哥羅總統選舉
2018年蒙特內哥羅總統選舉舉辦於2018年4月15日。前蒙特內哥羅總理米洛·久卡諾維奇在這次選舉中當選，這也是他首次當選總統。蒙特內哥羅總統選舉採用兩輪投票制。如果沒有一位候選人在第一輪投票中獲得過半得票率，將在兩週後舉辦第二輪投票。有意參選的候選人需要提交7,993份簽名。總統任期五年，可共計擔任兩次任期。